# Roger Carr
(en) Statistiques sur pro-football-reference
Roger Dale Carr (né le 1er juillet 1952 à Seminole) est un joueur et entraineur américain de football américain. Il est l'actuel coordinateur offensif de l'équipe de football américain de la Providence High School de Charlotte en Caroline du Nord.

## Carrière

### Université
Carr fait ses études à l'université de Lousiana Tech, jouant pour l'équipe de football américain des Bulldogs.

### Professionnel
Roger Carr est sélectionné au premier tour du draft de la NFL de 1974 par les Colts de Baltimore au vingt-quatrième choix. Lors de sa saison de rookie, Carr est titularisé à huit reprises au poste de wide receiver, parcourant 405 yards en vingt-et-une réceptions. En 1975, les Colts sont champion de la division AFC East et conservent ce titre pendant trois saisons.
La plus belle saison de Carr est celle de 1976 où il est le wide receiver ayant parcouru le plus de yards de la saison avec 1112 yards (moyenne de 25,9 yards par réception, meilleure moyenne de la saison) de 79,4 yards par match (meilleure moyenne de la saison). Il inscrit onze touchdowns, son record en une saison. Il est sélectionné logiquement au Pro Bowl, qui sera son unique participation. Étonnement, Carr n'est pas désigné titulaire lors de la saison 1977, entrant au cours de sept matchs. En 1978, il retrouve sa place de titulaire et la garde pendant quatre saisons.
Après la saison 1981, Carr change de maillot, arborant celui des Seahawks de Seattle mais fait figure de remplaçant, jouant neuf matchs. Il change une nouvelle fois de club pour les Chargers de San Diego mais ne fait que quelques rares apparitions en 1983 et prend sa retraite après cette saison.

### Entraineur
Dès l'annonce de sa retraite, Carr retourne dans son université pour faire partie du staff technique des Bulldogs. En 2003, il entre dans le football lycéen, devenant entraineur de la St. Frederick High School de Monroe. Depuis 2009, il est le coordinateur offensif de la Providence High School à Charlotte.